# 阿弗罗狄西亚
阿弗罗狄西亚（羅馬化：Aphrodisiás）是土耳其安那托利亚西部历史悠久的卡里亚文化地区的古希腊小城，位于现代村庄盖尔（Geyre）附近，距爱琴海沿岸以东/内陆约100公里（62英里），在伊兹密尔东南230公里（140英里）。